# Riebrau
Riebrau ist ein Ortsteil der Gemeinde Zernien in der Samtgemeinde Elbtalaue, die zum niedersächsischen Landkreis Lüchow-Dannenberg gehört. Das Dorf liegt 1,5 km nördlich vom Kernbereich von Zernien.

## Geschichte
Die erste urkundliche Erwähnung war im Jahr 1360 unter dem Namen „Rrybere“. Am 1. Juli 1972 wurde Riebrau in die Gemeinde Zernien eingegliedert. Die Gemeinde hatte früher eine Fläche von 2,85 km². Zur Volkszählung am 13. September 1950 wurden 109 Einwohner, 25 Haushaltungen, 12 Normalwohnungen und 69 bewohnte Räume erfasst.

## Religion

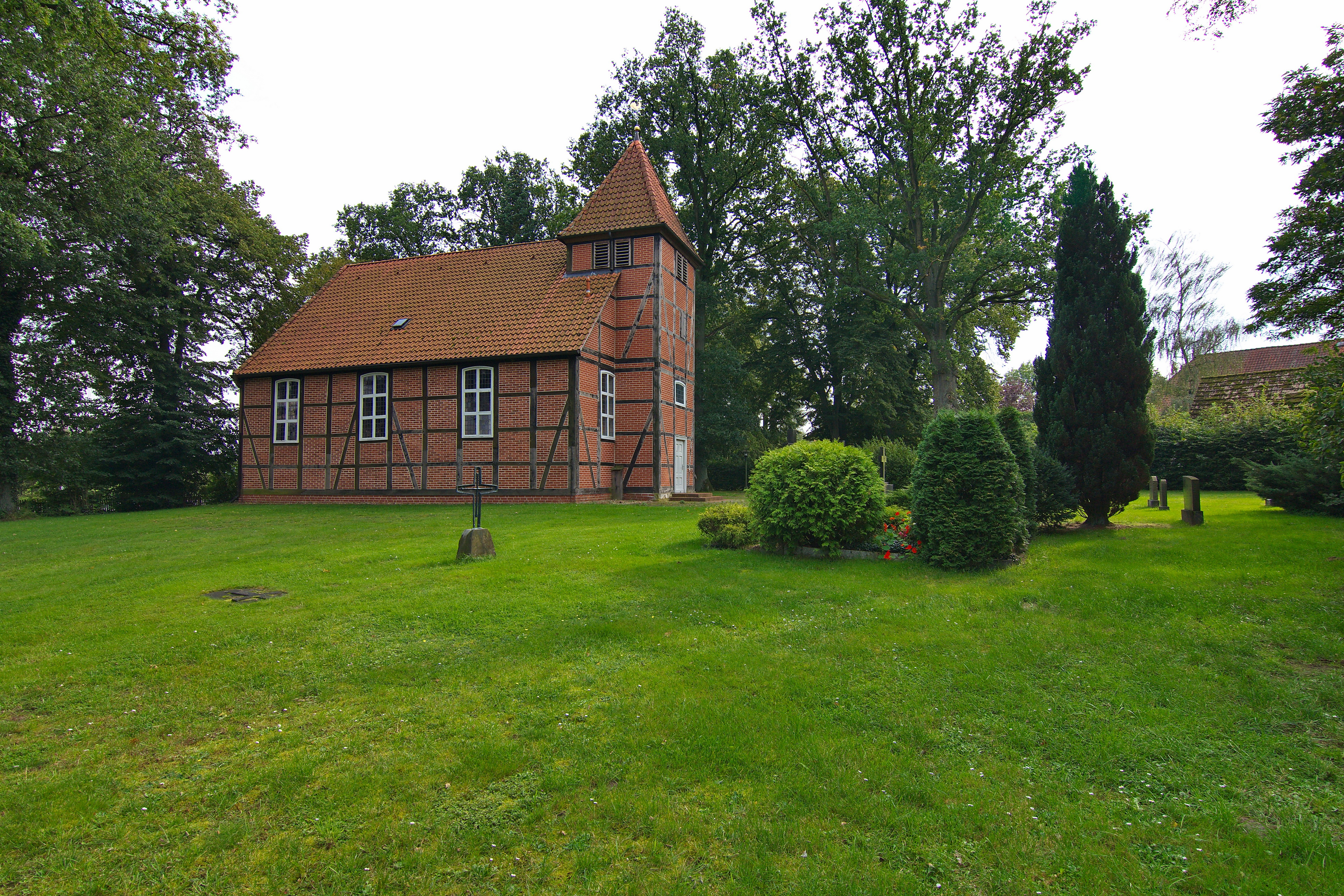
Fachwerkkirche Riebrau

Die evangelisch-lutherische Kirche in Riebrau gehört zur Kirchengemeinde Zernien. Sie wurde in den Jahren von 1760 bis 1763 als rechteckiger Fachwerkbau mit Westturm und dreiseitigem Ostschluss erbaut. Der Innenraum ist durch freistehende Holzsäulen in drei Schiffe geteilt; über dem mittleren Schiff befindet sich ein hölzernes Tonnengewölbe. Im Jahr 1961 wurde der große Kanzelaltar aus der Erbauungszeit der Kirche auseinandergenommen; von ihm stammen der Kanzelkorb und der Altar sowie die Figuren einer Kreuzigungsgruppe.
Das südlich der Kirche gelegene Pfarrhaus ist ein stattlicher Fachwerkbau aus dem Jahr 1734.